# Urothemis
Genre
Urothemis est un genre  dans la famille des Libellulidae appartenant au sous-ordre des anisoptères dans l'ordre des odonates. Il comprend neuf espèces.

## Espèces du genre
- Urothemis abbotti Laidlaw, 1927
- Urothemis aliena Selys, 1878
- Urothemis assignata (Selys, 1872)
- Urothemis bisignata Brauer, 1868
- Urothemis consignata Selys, 1897
- Urothemis edwardsii (Selys, 1849)
- Urothemis luciana Balinsky, 1961
- Urothemis signata (Rambur, 1842)
- Urothemis thomasi Longfield, 1932